# PRPF8
PRPF8‏ (Pre-mRNA processing factor 8) هوَ بروتين يُشَفر بواسطة جين PRPF8 في الإنسان.